# Système agroalimentaire localisé
 (août 2022).
Si vous disposez d'ouvrages ou d'articles de référence ou si vous connaissez des sites web de qualité traitant du thème abordé ici, merci de compléter l'article en donnant les références utiles à sa vérifiabilité et en les liant à la section « Notes et références ».
Un système agroalimentaire localisé (SYAL) est une organisation de production et de services associés par leurs caractéristiques et leur fonctionnement à un territoire spécifique. L’environnement, les produits, les individus, leurs savoir-faire, leurs institutions, leurs comportements alimentaires, leurs réseaux de relations se combinent dans un territoire pour produire une organisation agroalimentaire à une échelle spatiale donnée. Les SYAL concernent une grande diversité de situations, allant de produits destinés aux marchés locaux à d’autres destinés à l’exportation, prenant en compte des productions enracinées dans l’histoire ou relativement récentes. Tous ces produits valorisent des ressources spécifiques et participent aux dynamiques territoriales.